# Аллен (Нью-Йорк)
Аллен (англ. Allen) — місто (англ. town) в США, в окрузі Аллегені штату Нью-Йорк. Населення — 494 особи (2020).

## Демографія
Згідно з переписом 2010 року, у місті мешкало 448 осіб у 179 домогосподарствах у складі 122 родин. Було 475 помешкань
Расовий склад населення:
| - 98,2 % — білих - 0,2 % — азіатів |

До двох чи більше рас належало 1,1 %. Частка іспаномовних становила 0,9 % від усіх жителів.
За віковим діапазоном населення розподілялося таким чином: 26,8 % — особи молодші 18 років, 54,9 % — особи у віці 18—64 років, 18,3 % — особи у віці 65 років та старші. Медіана віку мешканця становила 42,8 року. На 100 осіб жіночої статі у місті припадало 111,3 чоловіків;  на 100 жінок у віці від 18 років та старших — 111,6 чоловіків також старших 18 років.
Середній дохід на одне домашнє господарство  становив 61 060 доларів США (медіана — 46 750), а середній дохід на одну сім'ю — 68 404 долари (медіана — 52 750). Медіана доходів становила 50 417 доларів для чоловіків та 31 875 доларів для жінок. За межею бідності перебувало 29,9 % осіб, у тому числі 53,1 % дітей у віці до 18 років та 5,6 % осіб у віці 65 років та старших.
Цивільне працевлаштоване населення становило 177 осіб. Основні галузі зайнятості: виробництво — 26,0 %, освіта, охорона здоров'я та соціальна допомога — 15,8 %, роздрібна торгівля — 11,3 %, будівництво — 11,3 %.